# Paraquat
Paraquatul (denumit și metil viologen, nume sistematic: diclorura de N,N′-dimetil-4,4′-bipiridiniu) este un compus organic cu formula chimică [(C6H7N)2]Cl2. Este clasificat ca viologen, aparținând unei familii de compuși heterociclici activi redox cu structură similară. Acesta este unul dintre cele mai utilizate erbicide la nivel mondial. Acționează rapid și este neselectiv, omorând țesutul vegetal prin contact.
Paraquatul este toxic (letal) pentru oameni și animale. Toxicitatea și letalitatea paraquatului depind de doză și de modul în care erbicidul este absorbit de organism. La om, paraquatul dăunează la nivel bucal, la nivelul stomacului și intestinelor dacă este ingerat. Odată absorbit, paraquatul dăunează în special plămânilor, rinichilor și ficatului. Letalitatea paraquatului este atribuită creșterii producției de anioni superoxid, iar celulele pulmonare umane acumulează paraquat. Expunerea la paraquat a fost strâns legată de apariția bolii Parkinson.

## Obținere și proprietăți redox
Pentru a obține acest compus, piridina este cuplată prin tratare cu sodiu în amoniac urmată de oxidare cu obținerea de 4,4′-bipiridină. Această substanță chimică este apoi dimetilată cu clorometan (descoperitorii săi, chimistul austriac Hugo Weidel și studentul său M. Russo au utilizat iodometan) pentru a obține produsul final sub formă de sare diclorurată:
Utilizarea altor agenți de metilare duce la obținerea ionului bispiridiniu având contraioni alternativi. De exemplu, sinteza originală a lui Hugo Weidel a utilizat iodura de metil pentru a produce diiodura.